# Camden (village, New York)
Pour les articles homonymes, voir Camden.
Ne doit pas être confondu avec Camden (New York).
Camden est un village du comté d'Oneida, dans l'État de New York, aux États-Unis,. En 2010, il comptait une population de 2 231 habitants.

## Démographie
Lors du recensement de 2010, le village comptait une population de 2 231 habitants. Elle est estimée, en 2019, à 2 159 habitants.